# A Dél-afrikai Unió az 1952. évi nyári olimpiai játékokon
A Dél-afrikai Unió a finnországi Helsinkiben megrendezett 1952. évi nyári olimpiai játékok egyik részt vevő nemzete volt. Az országot az olimpián 13 sportágban 64 sportoló képviselte, akik összesen 10 érmet szereztek.

## Érmesek
| Érem  | Versenyző                                                | Sportág      | Versenyszám          |
| ----- | -------------------------------------------------------- | ------------ | -------------------- |
| Arany | Esther Brand                                             | Atlétika     | Női magasugrás       |
| Arany | Joan Harrison                                            | Úszás        | Női 100 m hát        |
| Ezüst | Daphne Robb-Hasenjäger                                   | Atlétika     | Női 100 m            |
| Ezüst | Ray Robinson Tommy Shardelow                             | Kerékpározás | Tandem sprint        |
| Ezüst | Tommy Shardelow Alfred Swift Robert Fowler George Estman | Kerékpározás | Csapat üldözőverseny |
| Ezüst | Theunis van Schalkwyk                                    | Ökölvívás    | Nagyváltósúly        |
| Bronz | Ray Robinson                                             | Kerékpározás | 1000 m időfutam      |
| Bronz | Willie Toweel                                            | Ökölvívás    | Légsúly              |
| Bronz | Leonard Leisching                                        | Ökölvívás    | Pehelysúly           |
| Bronz | Dries Nieman                                             | Ökölvívás    | Nehézsúly            |

## Atlétika
Férfi
| Versenyző                                              | Versenyszám     | Előfutam | Előfutam | Előfutam | Negyeddöntő | Negyeddöntő | Negyeddöntő | Elődöntő | Elődöntő | Elődöntő | Döntő     | Döntő    |
| Versenyző                                              | Versenyszám     | Idő      | Hely.    | Össz.    | Idő         | Hely.       | Össz.       | Idő      | Hely.    | Össz.    | Idő       | Helyezés |
| ------------------------------------------------------ | --------------- | -------- | -------- | -------- | ----------- | ----------- | ----------- | -------- | -------- | -------- | --------- | -------- |
| Schalk Booysen                                         | 200 m           | 22,03    | 1.       | 11.*     | 22,09       | 4.          | 18.         | kiesett  | kiesett  | kiesett  | kiesett   | kiesett  |
| Schalk Booysen                                         | 400 m           | 49,17    | 4.       | 32.      | kiesett     | kiesett     | kiesett     | kiesett  | kiesett  | kiesett  | kiesett   | kiesett  |
| John Anderton                                          | 400 m           | 50,35    | 5.       | 55.      | kiesett     | kiesett     | kiesett     | kiesett  | kiesett  | kiesett  | kiesett   | kiesett  |
| Louis van Biljon                                       | 400 m           | 48,31    | 2.       | 12.      | 48,63       | 4.          | 14.         | kiesett  | kiesett  | kiesett  | kiesett   | kiesett  |
| Athol Jennings                                         | 1500 m          | 3:55,69  | 6.       | 20.      |             |             |             | kiesett  | kiesett  | kiesett  | kiesett   | kiesett  |
| Bill Keith                                             | 10 000 m        |          |          |          |             |             |             |          |          |          | 32:32,4   | 28.      |
| Bill Keith                                             | Maraton         |          |          |          |             |             |             |          |          |          | 2:34:38,0 | 19.      |
| Ron Wilkie                                             | 400 m gát       | 54,5     | 1.       | 16.      | 54,76       | 5.          | 21.         | kiesett  | kiesett  | kiesett  | kiesett   | kiesett  |
| Wally Hayward                                          | Maraton         |          |          |          |             |             |             |          |          |          | 2:31:50,2 | 10.      |
| Syd Luyt                                               | Maraton         |          |          |          |             |             |             |          |          |          | 2:32:41,0 | 11.      |
| Louis van Biljon Ron Wilkie John Anderton Bill Chivell | 4 × 400 m váltó | 3:15,09  | 4.       | 10.      |             |             |             |          |          |          | kiesett   | kiesett  |

| Versenyző     | Versenyszám | Selejtező | Selejtező | Döntő    | Döntő    |
| Versenyző     | Versenyszám | Eredmény  | Helyezés  | Eredmény | Helyezés |
| ------------- | ----------- | --------- | --------- | -------- | -------- |
| Neville Price | Távolugrás  | 736 cm    | 3.        | 640 cm   | 11.      |

Női
| Versenyző              | Versenyszám | Előfutam | Előfutam | Előfutam | Negyeddöntő | Negyeddöntő | Negyeddöntő | Elődöntő | Elődöntő | Elődöntő | Döntő   | Döntő    |
| Versenyző              | Versenyszám | Idő      | Hely.    | Össz.    | Idő         | Hely.       | Össz.       | Idő      | Hely.    | Össz.    | Idő     | Helyezés |
| ---------------------- | ----------- | -------- | -------- | -------- | ----------- | ----------- | ----------- | -------- | -------- | -------- | ------- | -------- |
| Daphne Robb-Hasenjäger | 200 m       | 24,58    | 1.       | 3.       |             |             |             | 24,60    | 3.       | 5.       | 24,72   | 6.       |
| Daphne Robb-Hasenjäger | 100 m       | 12,16    | 1.       | 2.       | 12,19       | 1.          | 2.          | 12,13    | 1.       | 2.       | 12,05   |          |
| Edna Maskell           | 100 m       | 12,26    | 1.       | 9.*      | 12,38       | 5.          | 15.         | kiesett  | kiesett  | kiesett  | kiesett | kiesett  |
| Edna Maskell           | 80 m gát    | 11,80    | 2.       | 13.      |             |             |             | 11,50    | 5.       | 7.       | kiesett | kiesett  |

| Versenyző    | Versenyszám   | Selejtező | Selejtező | Döntő    | Döntő    |
| Versenyző    | Versenyszám   | Eredmény  | Helyezés  | Eredmény | Helyezés |
| ------------ | ------------- | --------- | --------- | -------- | -------- |
| Esther Brand | Magasugrás    |           |           | 167 cm   |          |
| Esther Brand | Diszkoszvetés | 34,18 m   | 20.       | kiesett  | kiesett  |

* - egy másik versenyzővel azonos időt ért el

## Birkózás
Szabadfogású
| Versenyző       | Versenyszám | 1. forduló                  | 2. forduló                         | 3. forduló                 | 4. forduló                 | 5. forduló        | 6. forduló        | 7. forduló        | 8. forduló        | Helyezés |
| Versenyző       | Versenyszám | Ellenfél Eredmény           | Ellenfél Eredmény                  | Ellenfél Eredmény          | Ellenfél Eredmény          | Ellenfél Eredmény | Ellenfél Eredmény | Ellenfél Eredmény | Ellenfél Eredmény | Helyezés |
| --------------- | ----------- | --------------------------- | ---------------------------------- | -------------------------- | -------------------------- | ----------------- | ----------------- | ----------------- | ----------------- | -------- |
| Louis Baise     | 52 kg       | Rodolfo Dávila (MEX) · 3-0  | Mahmoud Mollaghasemi (IRI) · 8:24  |                            | Kitano Júsú (JPN) · 10:15  | kiesett           | kiesett           |                   |                   | 6.       |
| Blondie Pienaar | 67 kg       |                             | Tevfik Yüce (TUR) · 0-3            | Paul Besson (SUI) · 3-0    | Risto Talosela (FIN) · 0-3 | kiesett           | kiesett           | kiesett           | kiesett           | 8.       |
| Cyril Martin    | 73 kg       | Vladislav Sekal (TCH) · 3-0 | Mohamed Hassan Moussa (EGY) · 3:10 | Jamazaki Cugio (JPN) · 1-2 | kiesett                    | kiesett           | kiesett           | kiesett           |                   | 12.      |
| Callie Reitz    | 79 kg       | Pio Chirinos (VEN) · 1:11   | Felix Neuhaus (SUI) · 3-0          | Haydar Zafer (TUR) · 0-3   | Gurics György (HUN) · 1-2  | kiesett           | kiesett           | kiesett           |                   | 6.       |
| Jan Theron      | 87 kg       | Shirang Jadav (IND) · 2-1   | Robert Steckle (CAN) · 3-0         | Adil Atan (TUR) · 11:55    | kiesett                    | kiesett           | kiesett           |                   |                   | 6.       |

## Evezés
| Versenyző                                                 | Versenyszám              | Előfutam | Előfutam | Vigaszág | Vigaszág | Elődöntő | Elődöntő | Vigaszág | Vigaszág | Döntő   | Döntő   |
| Versenyző                                                 | Versenyszám              | Idő      | Hely.    | Idő      | Hely.    | Típus    | Idő      | Hely.    | Típus    | Idő     | Hely.   |
| --------------------------------------------------------- | ------------------------ | -------- | -------- | -------- | -------- | -------- | -------- | -------- | -------- | ------- | ------- |
| Ian Stephen                                               | Egypárevezős             | 7:47,7   | 2.       |          |          | 8:02,3   | 3.       | 7:38,6   | 1.       | 8:31,4  | 5.      |
| Don Dyke-Wells Damian Nichol John Webb Christopher Veitch | Kormányos nélküli négyes | 6:53,3   | 4.       | 7:00,4   | 3.       | kiesett  | kiesett  | kiesett  | kiesett  | kiesett | kiesett |

## Kerékpározás

### Országúti kerékpározás
| Versenyző                               | Versenyszám | Eredmény      | Helyezés      |
| --------------------------------------- | ----------- | ------------- | ------------- |
| George Estman                           | Egyéni      | kizárták      | kizárták      |
| Robert Fowler                           | Egyéni      | nem ért célba | nem ért célba |
| Jimmy Swift                             | Egyéni      | nem ért célba | nem ért célba |
| Jimmy Swift George Estman Robert Fowler | Csapat      | nem ért célba | nem ért célba |

### Pálya-kerékpározás
| Versenyző                    | Versenyszám   | 1. forduló                                                             | 1. forduló | Vigaszág                                                                                  | Vigaszág | Negyeddöntő                                                  | Negyeddöntő | Vigaszág                                                                    | Vigaszág | Elődöntő                                                         | Elődöntő | Vigaszág                                                                    | Vigaszág | Döntő                                                    | Helyezés |
| Versenyző                    | Versenyszám   | Ellenfelek Győztes idő                                                 | Hely.      | Ellenfelek Győztes idő                                                                    | Hely.    | Ellenfelek Győztes idő                                       | Hely.       | Ellenfelek Győztes idő                                                      | Hely.    | Ellenfelek Győztes idő                                           | Hely.    | Ellenfelek Győztes idő                                                      | Hely.    | Ellenfelek Győztes idő                                   | Helyezés |
| ---------------------------- | ------------- | ---------------------------------------------------------------------- | ---------- | ----------------------------------------------------------------------------------------- | -------- | ------------------------------------------------------------ | ----------- | --------------------------------------------------------------------------- | -------- | ---------------------------------------------------------------- | -------- | --------------------------------------------------------------------------- | -------- | -------------------------------------------------------- | -------- |
| Ray Robinson                 | Egyéni sprint | Jan Hijzelendoorn (NED) · Steve Hromjak (USA) · Luis Toro (VEN) · 12,1 | 2.         | Hernán Masanés (CHI) · Colin Dickinson (NZL) · Ken Farnum (JAM) · Ion Ioniţă (ROU) · 12,3 | 1.       | Lionel Cox (AUS) · Stéphan Martens (BEL) · 12,5              | 2.          | John Millman (CAN) · Jan Hijzelendoorn (NED) · Ove Krogh Rants (DEN) · 11,8 | 1.       | Enzo Sacchi (ITA) · Werner Potzernheim (GER) · 12,1              | 2.       | Werner Potzernheim (GER) · Cyril Peacock (GBR) · Szekeres Béla (HUN) · 11,6 | 3.       | kiesett                                                  | 5.       |
| Ray Robinson Tommy Shardelow | Tandem sprint | Belgium (BEL) · Gabriel Glorieux · Pierre Gosselin · 10,6              | 1.         |                                                                                           |          | Nagy-Britannia (GBR) · Leslie Wilson · Alan Bannister · 10,5 | 1.          |                                                                             |          | Franciaország (FRA) · Franck le Normand · Robert Vidal · feladta | 1.       |                                                                             |          | Ausztrália (AUS) · Lionel Cox · Russell Mockridge · 11,0 |          |

| Versenyző    | Versenyszám     | Eredmény | Helyezés |
| ------------ | --------------- | -------- | -------- |
| Ray Robinson | 1000 m időfutam | 1:13,0   |          |

| Versenyző                                                | Versenyszám          | Selejtező | Selejtező | Negyeddöntő                                                                               | Negyeddöntő | Elődöntő | Elődöntő  | Döntő                                                                                         | Döntő     | Helyezés |
| Versenyző                                                | Versenyszám          | Idő       | Hely.     | Ellenfél Idő                                                                              | Saját idő   | Ellenfél Idő                                                                                                   | Saját idő | Ellenfél Idő                                                                                  | Saját idő | Helyezés |
| -------------------------------------------------------- | -------------------- | --------- | --------- | ----------------------------------------------------------------------------------------- | ----------- | --- | --------- | --------------------------------------------------------------------------------------------- | --------- | -------- |
| Tommy Shardelow Alfred Swift Robert Fowler George Estman | Csapat üldözőverseny | 4:53,8    | 4.        | Belgium (BEL) · Gabriel Glorieux · José Pauwels · Robert Raymond · Paul De Paepe · 4:51,7 | 4:50,6      | Franciaország (FRA) · Henri Andrieux · Pierre Michel · Jean-Marie Joubert · Claude Brugerolles · nem ért célba | 4:41,2*   | Olaszország (ITA) · Marino Morettini · Guido Messina · Mino De Rossi · Loris Campana · 4:46,1 | 4:53,6    |          |

* - Az időmérést a verseny megszakításánál, kb. 200 méterrel a cél előtt megállították.

## Műugrás
Férfi
| Versenyző        | Versenyszám    | Selejtező | Selejtező | Döntő   | Döntő    |
| Versenyző        | Versenyszám    | Pont      | Helyezés  | Pont    | Helyezés |
| ---------------- | -------------- | --------- | --------- | ------- | -------- |
| Willie Welgemoed | Egyéni műugrás | 61,64     | 22.       | kiesett | kiesett  |

## Ökölvívás
| Versenyző             | Versenyszám   | Selejtező                     | Nyolcaddöntő                  | Negyeddöntő                       | Elődöntő                 | Döntő                   | Helyezés |
| Versenyző             | Versenyszám   | Ellenfél Eredmény             | Ellenfél Eredmény             | Ellenfél Eredmény                 | Ellenfél Eredmény        | Ellenfél Eredmény       | Helyezés |
| --------------------- | ------------- | ----------------------------- | ----------------------------- | --------------------------------- | ------------------------ | ----------------------- | -------- |
| Willie Toweel         | Légsúly       | Molnár Kornél (HUN) · 3-0     | Al Asuncion (PHI) · 2-1       | Han Szuan (Han Su-an) (KOR) · 3-0 | Nate Brooks (USA) · 0-3  | kiesett                 |          |
| Lennie von Graevenitz | Harmatsúly    | Rómulo Parés (ARG) · 2-1      | Ion Zlătaru (ROU) · 2-1       | Pentti Hämäläinen (FIN) · 0-3     | kiesett                  | kiesett                 | 5.       |
| Leonard Leisching     | Pehelysúly    | Emanoul Aghasi (IRI) · 3-0    | Stevan Redli (YUG) · 3-0      | Len Walters (CAN) · 3-0           | Ján Zachara (TCH) · 1-2  | kiesett                 |          |
| Johnny van Rensburg   | Könnyűsúly    | Américo Bonetti (ARG) · 0-3   | kiesett                       | kiesett                           | kiesett                  | kiesett                 | 17.      |
| Alexander Webster     | Kisváltósúly  | Herbert Schilling (GER) · 3-0 | Peter Waterman (GBR) · 3-0    | Chuck Adkins (USA) · 0-3          | kiesett                  | kiesett                 | 5.       |
| Hendrik van der Linde | Váltósúly     | Anwar Pasha Turki (PAK) · TKO | Sergey Shcherbakov (URS) · KO | kiesett                           | kiesett                  | kiesett                 | 9.       |
| Theunis van Schalkwyk | Nagyváltósúly |                               | Ebbe Kops (DEN) · 3-0         | Erich Schöppner (GER) · 2-1       | Boris Tishin (URS) · 3-0 | Papp László (HUN) · 0-3 |          |
| Dries Nieman          | Nehézsúly     | Edgar Gorgas (GER) · 3-0      |                               | Algirdas Šocikas (URS) · KO       | Ed Sanders (USA) · TKO   | kiesett                 |          |

## Öttusa
| Versenyző     | Versenyszám | Lovaglás      | Lovaglás      | Lovaglás | Vívás    | Vívás | Vívás | Lövészet | Lövészet | Úszás         | Úszás | Futás   | Futás | Összesen    | Összesen |
| Versenyző     | Versenyszám | Idő           | Pont          | Hely.    | Győzelem | Dupla | Hely. | Pontszám | Hely.    | Idő           | Hely. | Idő     | Hely. | Összes pont | Helyezés |
| ------------- | ----------- | ------------- | ------------- | -------- | -------- | ----- | ----- | -------- | -------- | ------------- | ----- | ------- | ----- | ----------- | -------- |
| Harry Schmidt | Egyéni      | nem ért célba | nem ért célba | 49.      | 20       | 9     | 32.   | 135      | 48.      | nem ért célba | 50.   | 17:59,3 | 47.   | 226         | 50.      |

## Sportlövészet
| Versenyző       | Versenyszám       | Eredmény | Helyezés |
| --------------- | ----------------- | -------- | -------- |
| William Murless | Sportpuska, fekvő | 393      | 34.      |

## Súlyemelés
| Versenyző          | Versenyszám | Nyomás   | Nyomás   | Szakítás | Szakítás | Lökés    | Lökés    | Összesen | Helyezés |
| Versenyző          | Versenyszám | Eredmény | Helyezés | Eredmény | Helyezés | Eredmény | Helyezés | Összesen | Helyezés |
| ------------------ | ----------- | -------- | -------- | -------- | -------- | -------- | -------- | -------- | -------- |
| James van Rensburg | 60 kg       | 87,5     | 12.***   | 87,5     | 17.*     | 110,0    | 18.***   | 285,0    | 18.      |
| Barrie Engelbrecht | 67,5 kg     | 95,0     | 11.***   | 97,5     | 12.***   | 122,5    | 13.***   | 315,0    | 13.      |
| Issy Bloomberg     | 82,5 kg     | 127,5    | 1.*      | 115,0    | 7.****   | 150,0    | 8.*      | 392,5    | 6.       |
| Theunis Jonck      | 90 kg       | 112,5    | 5.**     | 110,0    | 11.****  | 145,0    | 9.**     | 367,5    | 8.       |

* - egy másik versenyzővel azonos eredményt ért el

** - két másik versenyzővel azonos eredményt ért el

*** - három másik versenyzővel azonos eredményt ért el

**** - négy másik versenyzővel azonos eredményt ért el

## Torna
Férfi
| Versenyző      | Versenyszám      | Eredmény | Helyezés |
| -------------- | ---------------- | -------- | -------- |
| Ronnie Lombard | Talaj            | 14,80    | 164.*    |
| Ronnie Lombard | Ugrás            | 17,95    | 98.*     |
| Ronnie Lombard | Korlát           | 15,05    | 163.     |
| Ronnie Lombard | Nyújtó           | 17,00    | 98.*     |
| Ronnie Lombard | Gyűrű            | 14,70    | 163.*    |
| Ronnie Lombard | Lólengés         | 15,05    | 129.***  |
| Ronnie Lombard | Egyéni összetett | 94,55    | 139.     |
| Jack Wells     | Talaj            | 14,75    | 166.*    |
| Jack Wells     | Ugrás            | 18,15    | 79.***   |
| Jack Wells     | Korlát           | 13,25    | 173.*    |
| Jack Wells     | Nyújtó           | 12,55    | 166.     |
| Jack Wells     | Gyűrű            | 15,65    | 147.     |
| Jack Wells     | Lólengés         | 11,55    | 168.     |
| Jack Wells     | Egyéni összetett | 85,90    | 169.     |
| Rolf Yelseth   | Talaj            | 12,25    | 177.     |
| Rolf Yelseth   | Ugrás            | 14,40    | 174.     |
| Rolf Yelseth   | Korlát           | 15,20    | 161.     |
| Rolf Yelseth   | Nyújtó           | 15,40    | 141.     |
| Rolf Yelseth   | Gyűrű            | 16,15    | 127.**   |
| Rolf Yelseth   | Lólengés         | 12,25    | 162.*    |
| Rolf Yelseth   | Egyéni összetett | 85,65    | 171.     |

* - egy másik versenyzővel azonos eredményt ért el

** - két másik versenyzővel azonos eredményt ért el

*** - három másik versenyzővel azonos eredményt ért el

## Úszás
Férfi
| Versenyző                                          | Versenyszám     | Előfutam | Előfutam | Előfutam | Elődöntő | Elődöntő | Elődöntő | Döntő   | Döntő    |
| Versenyző                                          | Versenyszám     | Idő      | Hely.    | Össz.    | Idő      | Hely.    | Össz.    | Idő     | Helyezés |
| -------------------------------------------------- | --------------- | -------- | -------- | -------- | -------- | -------- | -------- | ------- | -------- |
| John Durr                                          | 100 m gyors     | 1:00,0   | 4.       | 19.*     | 1:00,2   | 6.       | 21.      | kiesett | kiesett  |
| Dennis Ford                                        | 100 m gyors     | 1:01,3   | 4.       | 36.      | kiesett  | kiesett  | kiesett  | kiesett | kiesett  |
| Dennis Ford                                        | 1500 m gyors    | 19:27,6  | 3.       | 18.      |          |          |          | kiesett | kiesett  |
| Dennis Ford                                        | 400 m gyors     | 4:50,2   | 2.       | 14.      | 4:53,6   | 5.       | 17.      | kiesett | kiesett  |
| Graham Johnston                                    | 400 m gyors     | 4:52,3   | 2.       | 15.      | 4:45,5   | 5.       | 10.      | kiesett | kiesett  |
| Graham Johnston                                    | 1500 m gyors    | 19:27,1  | 5.       | 17.      |          |          |          | kiesett | kiesett  |
| Peter Duncan                                       | 1500 m gyors    | 19:03,5  | 1.       | 3.       |          |          |          | 19:12,1 | 7.       |
| Peter Duncan                                       | 400 m gyors     | 4:44,0   | 2.       | 5.       | 4:41,7   | 2.       | 5.       | 4:37,9  | 4.       |
| Lin Meiring                                        | 100 m hát       | 1:08,5   | 2.       | 6.       | 1:07,6   | 3.       | 4.       | 1:08,3  | 8.       |
| Graham Johnston Dennis Ford John Durr Peter Duncan | 4 × 200 m gyors | 8:58,7   | 3.       | 6.       |          |          |          | 8:55,1  | 7.       |

Női
| Versenyző     | Versenyszám | Előfutam | Előfutam | Előfutam | Elődöntő | Elődöntő | Elődöntő | Döntő   | Döntő    |
| Versenyző     | Versenyszám | Idő      | Hely.    | Össz.    | Idő      | Hely.    | Össz.    | Idő     | Helyezés |
| ------------- | ----------- | -------- | -------- | -------- | -------- | -------- | -------- | ------- | -------- |
| Joan Harrison | 100 m gyors | 1:06,5   | 1.       | 2.       | 1:07,2   | 1.       | 4.*      | 1:07,1  | 4.       |
| Joan Harrison | 400 m gyors | 5:21,8   | 3.       | 9.       | 5:23,1   | 5.       | 9.       | kiesett | kiesett  |
| Joan Harrison | 100 m hát   | 1:14,7   | 1.       | 2.       |          |          |          | 1:14,3  |          |

* - két másik versenyzővel azonos időt ért el

## Vitorlázás
| Versenyző                                       | Versenyszám | Futam | Futam | Futam | Futam | Futam | Futam | Futam | Pontszám | Helyezés |
| Versenyző                                       | Versenyszám | 1     | 2     | 3     | 4     | 5     | 6     | 7     | Pontszám | Helyezés |
| ----------------------------------------------- | ----------- | ----- | ----- | ----- | ----- | ----- | ----- | ----- | -------- | -------- |
| Hellmut Stauch                                  | Finn dingi  | 469   | 1071  | 247   | 594   | 269   | 293   | 434   | 3130     | 16.      |
| Eric Beningfield Joe Ellis-Brown Noel Horsfield | 5,5 méter   | 226   | 191   | 828   | 527   | 527   | 828   | 402   | 3338     | 7.       |

## Vízilabda
- William Aucamp
- Ron Meredith
- Gerald Goddard
- Douglas Melville
- Johnnie van Gent
- Des Cohen
- Solly Yach
- Dennis Pappas

### Eredmények
1. forduló
| 1952. július 25. | Belgium | 6 – 5 | Dél-afrikai Unió |  |
| 1952. július 25. | (4 – 3) |       |                  |  |
| 1952. július 25. |         |       |                  |  |

2. forduló
| 1952. július 26. | Dél-afrikai Unió | 4 – 0 | Mexikó |  |
| 1952. július 26. | (2 – 0)          |       |        |  |
| 1952. július 26. |                  |       |        |  |

D csoport
| Csapat           | JM | GY | D | V | LG | KG | GK  | PT |
| ---------------- | -- | -- | - | - | -- | -- | --- | -- |
| Belgium          | 3  | 3  | 0 | 0 | 12 | 5  | +7  | 6  |
| Spanyolország    | 3  | 2  | 0 | 1 | 13 | 10 | +3  | 4  |
| Dél-afrikai Unió | 3  | 1  | 0 | 2 | 10 | 9  | +1  | 2  |
| Brazília         | 3  | 0  | 0 | 3 | 7  | 18 | -11 | 0  |

| 1952. július 27. | Spanyolország | 3 – 1 | Dél-afrikai Unió |  |
| 1952. július 27. | (1 – 0)       |       |                  |  |
| 1952. július 27. |               |       |                  |  |

| 1952. július 28. | Belgium | 4 – 0 | Dél-afrikai Unió |  |
| 1952. július 28. | (2 – 0) |       |                  |  |
| 1952. július 28. |         |       |                  |  |

| 1952. július 29. | Dél-afrikai Unió | 9 – 2 | Brazília |  |
| 1952. július 29. | (3 – 0)          |       |          |  |
| 1952. július 29. |                  |       |          |  |

| Csapat           | Helyezés |
| ---------------- | -------- |
| Dél-afrikai Unió | 9.       |